# Rodrigo Lacerda Ramos
Rodrigo Lacerda Ramos, mais conhecido como Ferrugem (São Bernardo do Campo, 6 de outubro de 1980), é um ex-futebolista brasileiro que atuava como volante.

## Carreira
Seus clubes anteriores incluem Palmeiras, AEK Atenas, Atlético Mineiro, AC Ajaccio e RC Strasbourg. Em 17 de julho de 2009, o meia brasileiro Ferrugem voltou a RC Strasbourg depois de dois anos, o clube francês assinou-o um contrato de empréstimo de dois anos.
Para a temporada 2010/2011, Ferrugem assinou com o Sion de Suíça.
Na seleção brasileira, Ferrugem teve destaque quando foi capitão da Seleção Sub-17 no Campeonato Mundial da categoria em 1997 no Egito. Na oportunidade, o Brasil se sagrou campeão invícto da competição.

## Títulos
Palmeiras
- Copa do Brasil: 1998
- Copa Mercosul: 1998
- Copa Libertadores da América: 1999
- Torneio Rio-São Paulo: 2000
- Copa dos Campeões: 2000

Brasil
- Campeonato Mundial Sub-17: 1997

### Outras Conquistas
Palmeiras
- Troféu Província de Lucca: 1999
- Taça Valle d'Aosta: 1999